# Клівленд (Вірджинія)
Клівленд (англ. Cleveland) — місто (англ. town) в США, в окрузі Расселл штату Вірджинія. Населення — 136 осіб (2020).

## Географія
Клівленд розташований за координатами 36°56′37″ пн. ш. 82°9′9″ зх. д. / 36.94361° пн. ш. 82.15250° зх. д. (36.943661, -82.152630).  За даними Бюро перепису населення США в 2010 році місто мало площу 0,35 км², з яких 0,33 км² — суходіл та 0,03 км² — водойми.

## Демографія
Згідно з переписом 2010 року, у місті мешкали 202 особи в 93 домогосподарствах у складі 47 родин. Густота населення становила 572 особи/км².  Було 116 помешкань (328/км²).
Расовий склад населення:
| - 96,5 % — білих - 2,5 % — чорних або афроамериканців |

До двох чи більше рас належало 1,0 %. Частка іспаномовних становила 0,0 % від усіх жителів.
За віковим діапазоном населення розподілялося таким чином: 22,3 % — особи молодші 18 років, 61,4 % — особи у віці 18—64 років, 16,3 % — особи у віці 65 років та старші. Медіана віку мешканця становила 38,8 року. На 100 осіб жіночої статі у місті припадало 92,4 чоловіків;  на 100 жінок у віці від 18 років та старших — 96,2 чоловіків також старших 18 років.
Середній дохід на одне домашнє господарство  становив 24 049 доларів США (медіана — 18 854), а середній дохід на одну сім'ю — 26 886 доларів (медіана — 22 708). За межею бідності перебувало 47,4 % осіб, у тому числі 51,1 % дітей у віці до 18 років та 56,7 % осіб у віці 65 років та старших.
Цивільне працевлаштоване населення становило 46 осіб. Основні галузі зайнятості: транспорт — 23,9 %, роздрібна торгівля — 17,4 %, сільське господарство, лісництво, риболовля — 17,4 %.